# Antonio Sastre
Antonio Sastre (27. dubna 1911, Lomas de Zamora - 23. listopadu 1987, Buenos Aires) byl argentinský fotbalista.
Hrál na postu záložníka nebo útočníka za CA Independiente a FC São Paulo.

## Hráčská kariéra
Antonio Sastre hrál na postu záložníka nebo útočníka za CA Independiente, FC São Paulo a Gimnasia y Esgrima La Plata.
Za Argentinu hrál 35 zápasů a dal 6 gólů.

## Úspěchy
Independiente
- Primera División (2): 1938, 1939

São Paulo
- Campeonato Paulista (3): 1943, 1945, 1946

Argentina
- Copa América (2): 1937, 1941